# Ринкон, Томас
Тома́с Эдуа́рдо Ринко́н Эрна́ндес (исп. Tomás Eduardo Rincón Hernández; 13 января 1988, Сан-Кристобаль, Венесуэла) венесуэльский футболист, полузащитник бразильского клуба «Сантос» и капитан сборной Венесуэлы.

## Карьера

### Клубная
Ринкон начинал карьеру в «Унион Атлетико Маракайбо». В 2007 году Томас перешёл в баринасскую «Самору», где в 33 матчах забил 1 гол. В июле 2008 года полузащитник подписал контракт с «Депортиво Тачира» до 2010 года.
31 января 2009 года Ринкон отправился в аренду в немецкий «Гамбург». 4 марта 2009 года Ринкон дебютировал за «Гамбург» в матче Кубка Германии против висбаденского «Веена». 4 апреля 2009 года Ринкон дебютировал в Бундеслиге в матче против «Хоффенхайма», выйдя на замену на 87 минуте. 10 декабря 2009 года «Гамбург» выкупил права на игрока у «Депортиво Тачира» и подписал с ним контракт до 30 июня 2014 года.
3 января 2017 года Томас Ринкон подписал контракт на 3,5 года с туринским «Ювентусом».

### В сборной
Ринкон играет в сборной Венесуэлы с 2008 года. Вместе со сборной он занял четвёртое место на кубке Америки 2011 года. 22 июля 2011 года Ринкон был выбран «Лучшим игроком кубка Америки 2011 года», набрав 65 % голосов.